# 장정룡
장정룡(張正龍, 1957년 8월 20일~)은 대한민국의 민속학자, 교육자, 저술가이다. 1979년 관동대학교 국어교육학과를 졸업, 1981년 중앙대학교에서 국문학 석사 학위를 취득하였으며 1981년 5월부터 1983년 6월까지 대한민국 육군 사병으로 복무하였다. 1986년 중앙대 대학원 국문학 박사 학위를 마치고 1990년 강릉대 인문대 국어국문학과 교수로 임용되었다. 강릉원주대 기획협력처 처장, 국제아시아민속학회 이사장 등을 역임하였다.

## 경력
- 1984년: 강원도민속학회 이사
- 1990년: 강릉대 인문대 국어국문학과 교수
- 1991년: 강원도 문화재위원
- 1993년: 강릉 MBC 시청자자문위원
- 1994년: 강릉시립박물관, 삼척시립박물관 자문위원
- 1995년: 강원개발연구원 21세기위원
- 1995년: 문화재청 일반동산문화재감정위원
- 1999년: 강릉대 학생처 처장, 사회복지센터 소장
- 2000년: 강원도 문화재단 이사, 남북강원도 교육기획단 추진위원
- 2001년: 강원도 민속학회 회장
- 2009년: 강릉원주대 인문대 국어국문학과 교수
- 2010년: 국제아시아민속학회 제4대 회장
- 2012년: 강릉원주대 기획협력처 처장
- 2013년: 국제아시아민속학회 이사장

## 학력
- 1976년: 속초고등학교 졸업
- 1979년: 관동대학교 국어교육학과 학사 조기 졸업
- 1981년: 중앙대학교 대학원 국문학 석사
- 1986년: 중앙대학교 대학원 국문학 박사